# Teruyoshi Itō
Teruyoshi Ito (伊東 輝悦 Itō Teruyoshi?) (Shizuoka, 31 de agosto de 1974) es un centrocampista del fútbol japonés.

## Carrera del club
Ito ha pasado la mayor parte de su carrera en Shimizu S-Pulse donde jugó durante 18 años entre 1993 y 2010. En 2007, recibió el premio de fair play en los premios de final de temporada de J. League.

## Carrera internacional
Ito fue coronado 27 veces por el equipo nacional japonés entre 1997 y 2001.Un sustituto no utilizado en la Copa Mundial del 1998,  es más conocido por su gol contra Brasil en los Juegos Olímpicos de 1996 en Atlanta que le ganó a Japón un shock 1-0 victoria.

## Estadísticas

### Clubes
- Actualizado hasta el 23 de febrero de 2017.[2][3]

| Rendimiento de club | Rendimiento de club | Rendimiento de club | Liga  | Liga  | Copa               | Copa               | Copa de liga   | Copa de liga   | Continental | Continental | Total | Total |
| Temporada           | Club                | Liga                | Part. | Goles | Part.              | Goles              | Part.          | Goles          | Part.       | Goles       | Part. | Goles |
| Japón               | Japón               | Japón               | Liga  | Liga  | Copa del Emperador | Copa del Emperador | Copa J. League | Copa J. League | Asia        | Asia        | Total | Total |
| ------------------- | ------------------- | ------------------- | ----- | ----- | ------------------ | ------------------ | -------------- | -------------- | ----------- | ----------- | ----- | ----- |
| 1993                | Shimizu S-Pulso     | J1 Liga             | 0     | 0     | 3                  | 1                  | 0              | 0              | -           | -           | 3     | 1     |
| 1994                | Shimizu S-Pulso     | J1 Liga             | 6     | 0     | 0                  | 0                  | 1              | 0              | -           | -           | 7     | 0     |
| 1995                | Shimizu S-Pulso     | J1 Liga             | 44    | 4     | 1                  | 0                  | -              | -              | -           | -           | 45    | 4     |
| 1996                | Shimizu S-Pulso     | J1 Liga             | 26    | 4     | 3                  | 0                  | 7              | 1              | -           | -           | 36    | 5     |
| 1997                | Shimizu S-Pulso     | J1 Liga             | 31    | 7     | 3                  | 1                  | 6              | 1              | -           | -           | 40    | 9     |
| 1998                | Shimizu S-Pulso     | J1 Liga             | 34    | 5     | 5                  | 0                  | 1              | 0              | -           | -           | 40    | 5     |
| 1999                | Shimizu S-Pulso     | J1 Liga             | 29    | 1     | 3                  | 0                  | 4              | 1              | -           | -           | 36    | 2     |
| 2000                | Shimizu S-Pulso     | J1 Liga             | 24    | 1     | 5                  | 1                  | 4              | 0              | -           | -           | 33    | 2     |
| 2001                | Shimizu S-Pulso     | J1 Liga             | 27    | 1     | 1                  | 0                  | 2              | 0              | -           | -           | 30    | 1     |
| 2002                | Shimizu S-Pulso     | J1 Liga             | 22    | 0     | 3                  | 0                  | 2              | 0              | 1           | 0           | 28    | 0     |
| 2003                | Shimizu S-Pulso     | J1 Liga             | 30    | 2     | 4                  | 0                  | 4              | 0              | 2           | 0           | 40    | 2     |
| 2004                | Shimizu S-Pulso     | J1 Liga             | 30    | 1     | 1                  | 0                  | 7              | 0              | -           | -           | 38    | 1     |
| 2005                | Shimizu S-Pulso     | J1 Liga             | 32    | 0     | 5                  | 0                  | 5              | 0              | -           | -           | 42    | 0     |
| 2006                | Shimizu S-Pulso     | J1 Liga             | 34    | 2     | 3                  | 0                  | 5              | 0              | -           | -           | 42    | 2     |
| 2007                | Shimizu S-Pulso     | J1 Liga             | 34    | 1     | 3                  | 0                  | 2              | 0              | -           | -           | 39    | 1     |
| 2008                | Shimizu S-Pulso     | J1 Liga             | 34    | 0     | 2                  | 0                  | 9              | 0              | -           | -           | 45    | 0     |
| 2009                | Shimizu S-Pulso     | J1 Liga             | 30    | 0     | 2                  | 0                  | 8              | 0              | -           | -           | 40    | 0     |
| 2010                | Shimizu S-Pulso     | J1 Liga             | 16    | 1     | 5                  | 0                  | 6              | 0              | -           | -           | 27    | 1     |
| 2011                | Ventforet Kofu      | J1 Liga             | 28    | 0     | 2                  | 0                  | 1              | 0              | -           | -           | 31    | 0     |
| 2012                | Ventforet Kofu      | J2 Liga             | 25    | 0     | 0                  | 0                  | -              | -              | -           | -           | 25    | 0     |
| 2013                | Ventforet Kofu      | J1 Liga             | 6     | 0     | 1                  | 0                  | 3              | 0              | -           | -           | 10    | 0     |
| 2014                | Nagano Parceiro     | J3 Liga             | 8     | 0     | 0                  | 0                  | -              | -              | -           | -           | 8     | 0     |
| 2015                | Nagano Parceiro     | J3 Liga             | 3     | 0     | 0                  | 0                  | -              | -              | -           | -           | 3     | 0     |
| 2016                | Blaublitz Akita     | J3 Liga             | 2     | 0     | 0                  | 0                  | -              | -              | -           | -           | 2     | 0     |
| Total               | Total               | Total               | 555   | 30    | 55                 | 3                  | 77             | 3              | 3           | 0           | 690   | 36    |

### Selección nacional
Fuente:
| Selección de Japón | Selección de Japón | Selección de Japón |
| Año                | Part.              | Goles              |
| ------------------ | ------------------ | ------------------ |
| 1997               | 1                  | 0                  |
| 1998               | 1                  | 0                  |
| 1999               | 7                  | 0                  |
| 2000               | 7                  | 0                  |
| 2001               | 11                 | 0                  |
| Total              | 27                 | 0                  |

#### Participaciones en fases finales
| Torneo                         | Sede                  | Resultado    | Partidos | Goles |
| ------------------------------ | --------------------- | ------------ | -------- | ----- |
| Juegos Olímpicos de 1996       | Atlanta               | Primera fase | 3        | 1     |
| Copa Mundial de Fútbol de 1998 | Francia               | Primera fase | 0        | 0     |
| Copa América 1999              | Paraguay              | Primera fase | 3        | 0     |
| Copa Confederaciones 2001      | Corea del Sur / Japón | Subcampeón   | 3        | 0     |

## Honores y premios

### Honores individuales
- J. División de liga 1 Mejor Once: 1999
- J. Liga Premio de Juego Justo: 2007

### Honores de equipo
- Subcampeona de la Copa FIFA Confederaciones: 2001